# Multi-configuration Time-dependent Hartree
Multi-configuration Time-dependent Hartree (MCTDH, engl., deutsch etwa „Multi-Konfigurations-zeitabhängige Hartree-Methode“) bezeichnet einen Algorithmus zur Lösung der zeitabhängigen Schrödingergleichung von multidimensionalen Systemen mehrerer unterscheidbarer Partikel. Typischerweise wird MCTDH zur Berechnung der Dynamik molekularer Systeme mit maximal etwa 30 Freiheitsgraden verwendet. Dabei ist die Behandlung mehrerer gekoppelter elektronischer Zustände möglich. Der Namensbestandteil „Hartree“ bezieht sich auf die Hartree-Fock-Methode, aus deren Prinzipien sich MCTDH herleitet, und deren Entwickler Douglas Hartree.